# Ulrich Bubolz

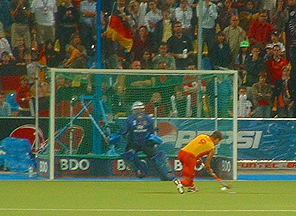
Bubolz hält entscheidenden Siebenmeter beim WM-Spiel Deutschland-Spanien.

Ulrich Bubolz (* 25. Februar 1981) ist ein deutscher Hockeytorwart aus dem Club Berliner HC.
Bubolz kam am 6. Juni 2002 bei einem Freundschaftsspiel der deutschen Hockeynationalmannschaft gegen Malaysia in Hamburg zu seinem ersten Länderspiel.
Beim Erfolg des deutschen Teams bei der Feldhockey-Weltmeisterschaft 2006 war Bubolz erster Torwart, da er kurz vor dem Turnier den Vorzug vor Christian Schulte erhielt. Bei diesem Turnier wurde Bubolz zum besten Torhüter gewählt. Für seine sportlichen Erfolge erhielt er das Silberne Lorbeerblatt.

## Erfolge
- 2003 – Champions Trophy, Amstelveen (6. Platz)
- 2004 – Champions Trophy, Lahore (5. Platz)
- 2005 – European Nations Cup, Leipzig (3. Platz)
- 2006 – Weltmeisterschaft, Mönchengladbach (1. Platz)
- 2007 – Hallenweltmeisterschaft, Wien (1. Platz)